# バラシハ
バラシハ（バラシーハ、ロシア語: Балаши́ха, ラテン文字転写: Balashikha ロシア語発音: [bəlɐˈʂɨxə]）は、ロシアのモスクワ州にある都市。人口は52万962人（2021年） 。モスクワの中心部から東に25キロメートルで、モスクワ市の市境からは東へ4キロメートル。人口増加が著しい。
モスクワ川の左支流・ペホルカ川に沿う。ペホルカ川とその支流は南北40キロ、東西20キロの範囲を覆い、19世紀には綿製品工場へ工業用水を送るために無数の小さなダム湖やダム池が作られた。周囲は森に囲まれ、都市公園や貴族の邸宅跡の庭園などが散在する。

## 地名

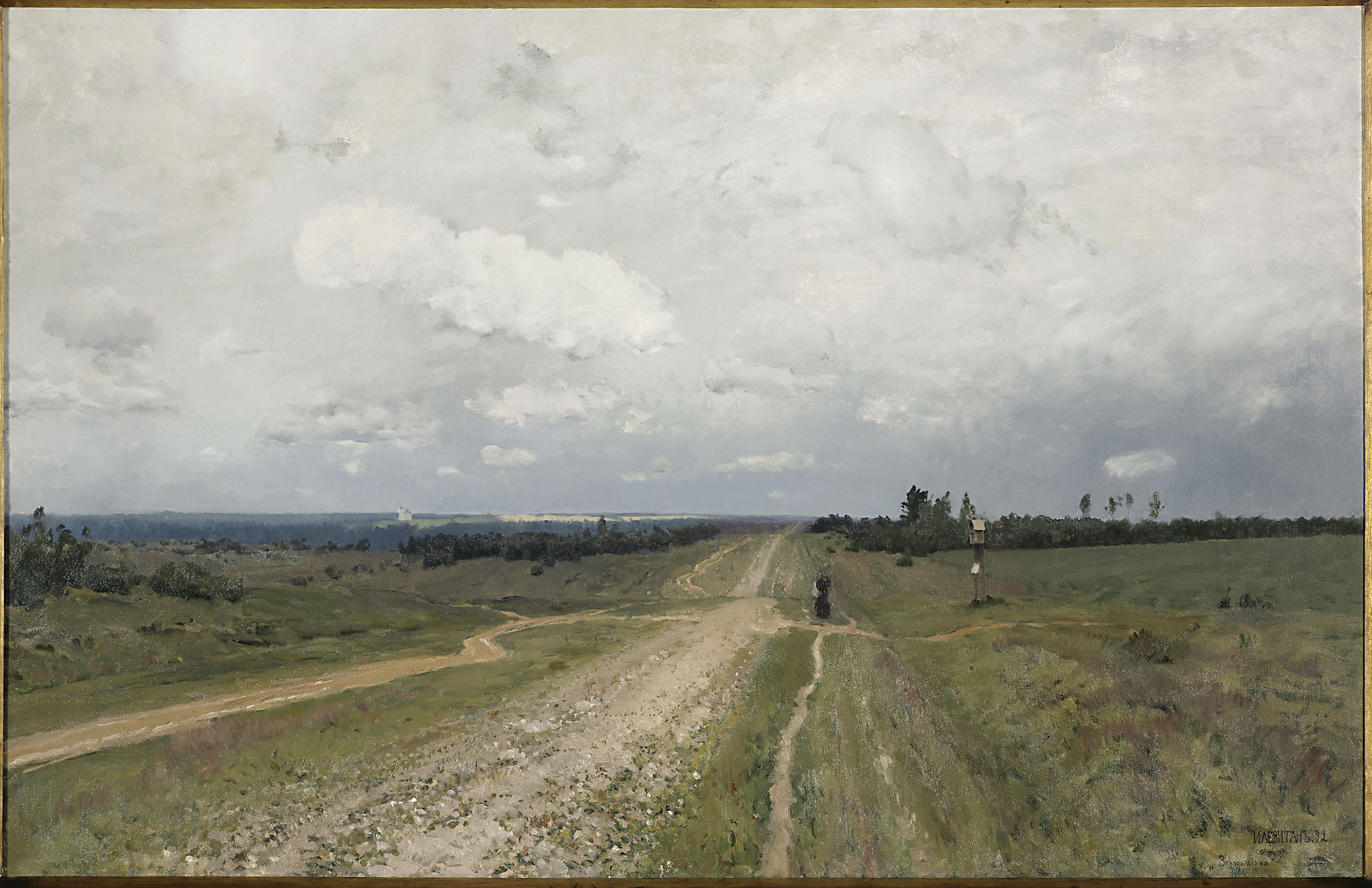
『ウラジーミル街道』、イサーク・レヴィタン、1892年

バラシハはロシア語では珍しい地名であり、その語源をめぐって様々な説がある。テュルク諸語で宿を意味する「バラシュ」（balash）から来たという説や、バラシュと言う名の裕福でチンギス・ハンの家系にも連なるタタール人がこの地に邸宅を構えたという説がある。最も一般的な説は、リュウキンカを意味する「バラフ」（balakh）から来たというものである。

## 歴史
この地には古い村が幾つかあったが、バラシハは比較的若い街であり、1820年代に成立した。都市型集落になったのは1928年のことであり、1939年に市となった。
バラシハの町は、モスクワから東のウラジーミルやニジニ・ノヴゴロドへ伸びるウラジーミル街道が通る。この道はモスクワ公がウラジーミル・スーズダリ大公国に向かうときに通る道で、モスクワの商人がニジニ・ノヴゴロドで開かれるマカリエフの定期市に通う道でもあり、政治犯がシベリアに流刑になるときに通る道でもあった。ソ連時代にはニジニ・ノヴゴロドがゴーリキーと改名されていたためゴーリキー街道と呼ばれた。

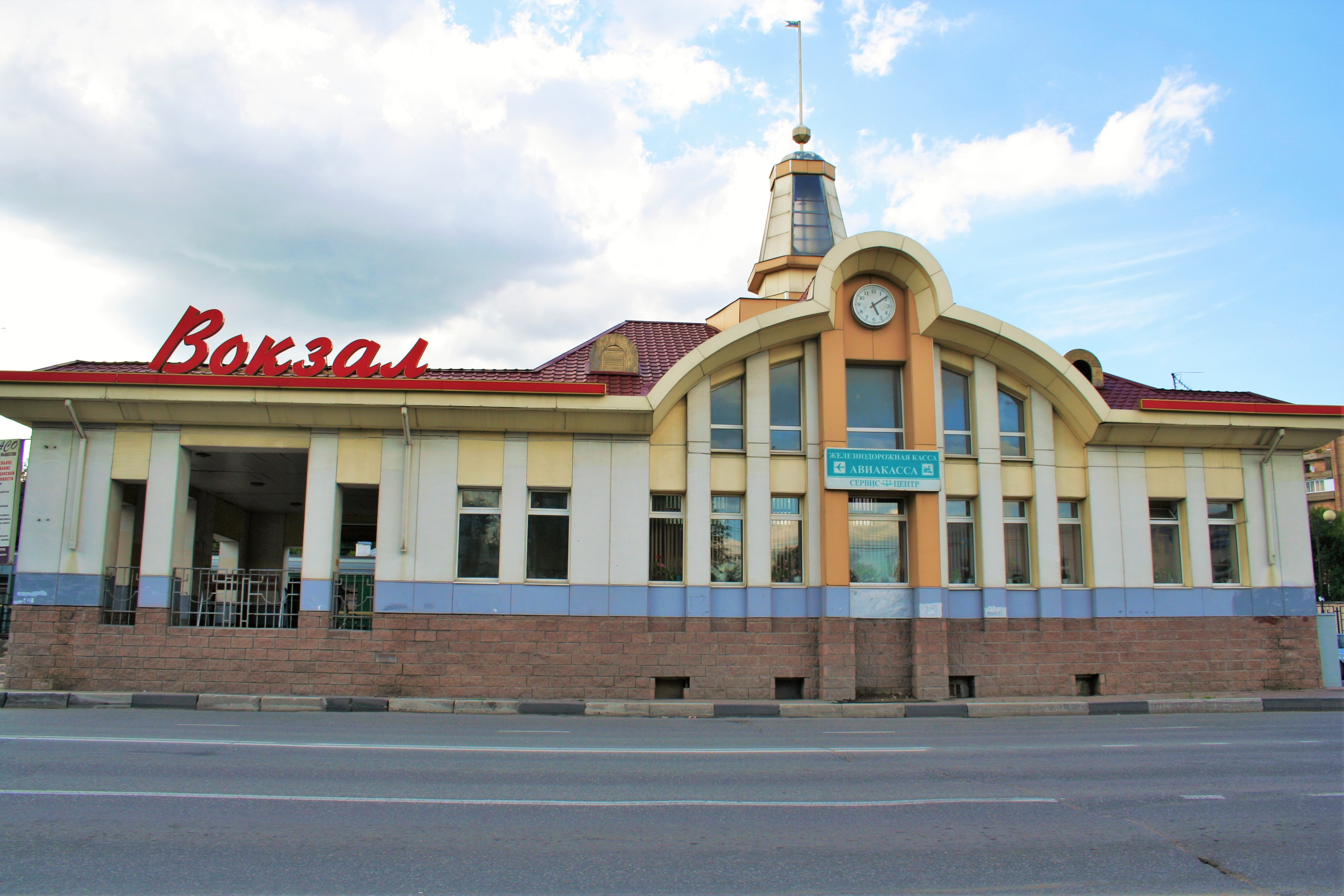
バラシハ駅

1830年には化学工場が操業し、その周囲に集落ができた。1830年代から1860年代まで、大きな綿製品工場がこの地域で操業していた。19世紀末にはこの地に鉄道が通り、バラシハ駅が開業した。バラシハは周囲の村落を併合して拡大した。アンドレイ・ラズモフスキー公の地所だったゴレンキ、ゴリツィン家の地所だったペフラ＝ヤコヴレフスコエなどもバラシハへ併合された。
バラシハの一部であるサルティコフカは長年芸術家地区として知られていた。画家イサーク・レヴィタンは1879年、ユダヤ人迫害の高まりを避けるためにこの地に住んだ。彼はモスクワ近郊の穏やかな景色を主題に多くの風景画を描いている。小説家レフ・トルストイもこの地をしばしば訪れた。

### ソビエト期

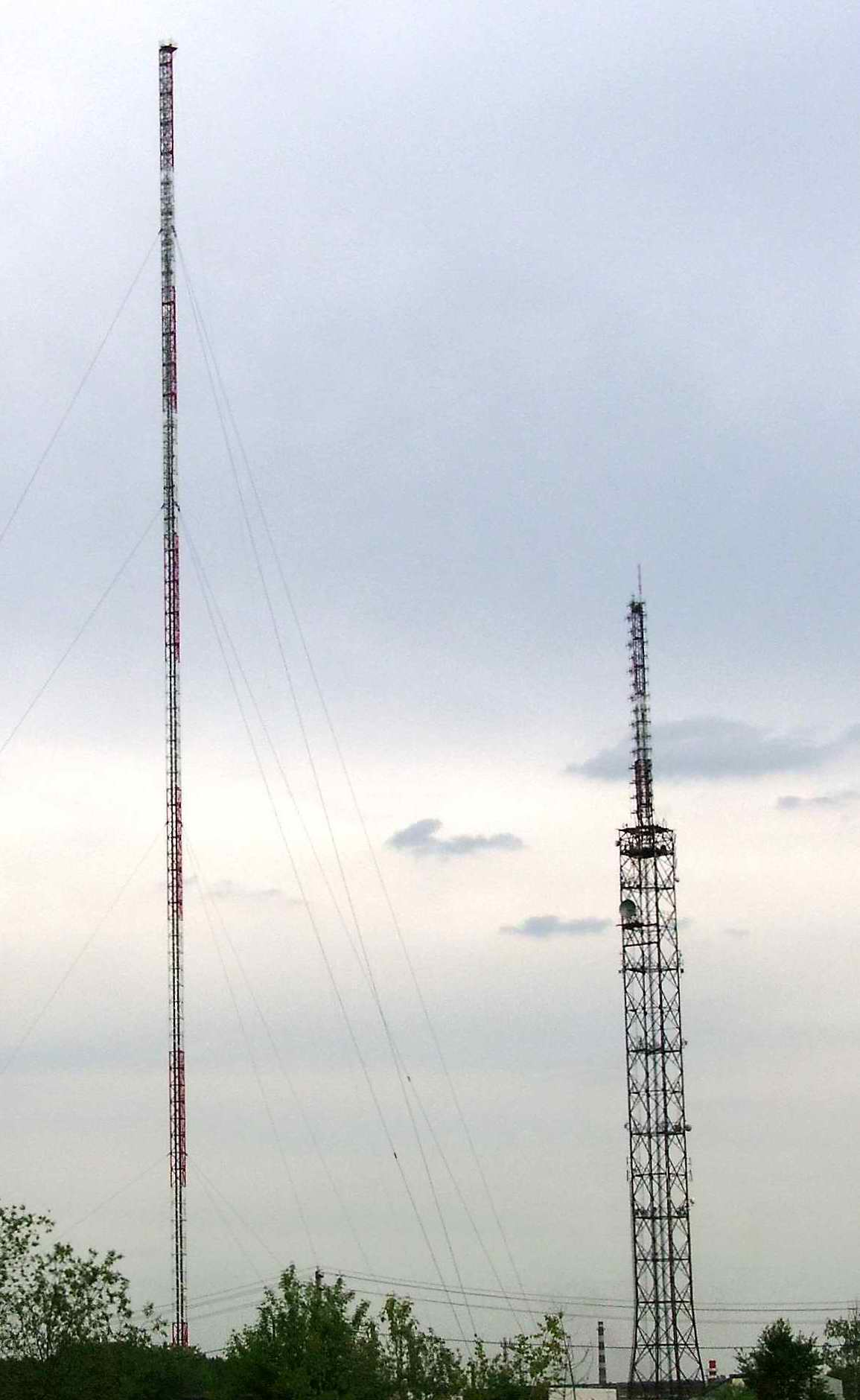
モスクワ・ラジオセンター13。バラシハに所在し、高さ300メートルと高さ176メートルのラジオ塔が立つ

十月革命を経てソビエト連邦が成立すると、バラシハには多くの工場ができた。1930年代以降は重工業化に伴いバラシハは工業の一大中心地となり、冶金工業、航空機工業、機械工業などの産業が立地した。
独ソ戦（大祖国戦争）では戦場とはならなかったが、多くの工場が地方に疎開し、市民多数が戦場に向かった。その中でもカチューシャ・ロケット砲部隊を率いて戦い戦死したイヴァン・フレオロフは、この地の記念碑や博物館などにその名を残している。
ソ連時代には、国内の多くの場所同様、バラシハでも聖堂が取り壊された。アレクサンドル・ネフスキー聖堂は1960年代になって取り壊されたが、2002年に元の場所に再建されている。
バラシハにはモスクワを防衛する大きな陸軍基地があったため、ソ連時代には閉鎖都市として外国人の立ち入りは制限されていた。また、ソ連防空軍の第1軍団の司令部の所在地があったほか、現在でも戦略ミサイルの基地やロシア民間防衛問題・非常事態・自然災害復旧省などの施設がある。

## 産業・交通

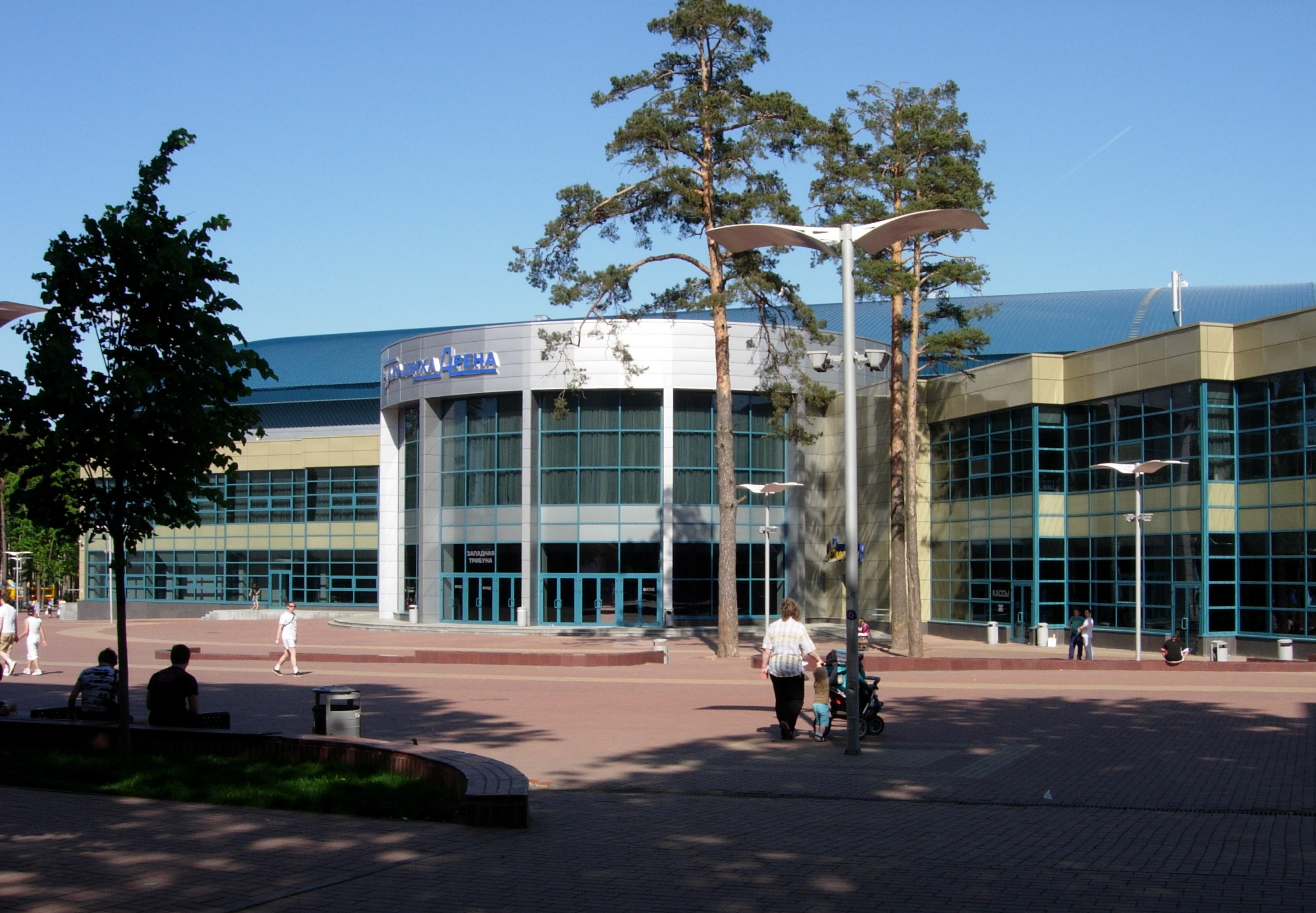
バラシハのアイスリンク。プロアイスホッケーの試合が開催される

バラシハはモスクワ都市圏でも最大級の郊外都市で、今日ではモスクワに通勤する人々の住居が広がる。
同時に重工業の中心地でもあり、機械工業を中心に、化学、製材、繊維工業などが立地している。その他、科学研究機関もいくつか集まっている。
バラシハは現在でも東のウラジーミルやニジニ・ノヴゴロドへ向かう交通の要地であり、ニジニ・ノヴゴロドへの鉄道本線が通り駅がいくつかある。これらの駅からはモスクワのクルスク駅へ向かう通勤列車が出ている。M7幹線道路が通るほか、モスクワ市の市境をモスクワ環状道路（MKAD）が通る。モスクワへの通勤は多くのバス路線やマルシュルートカが担う。

## スポーツ
バラシハには多くの音楽学校が所在する。また、プロアイスホッケーチームのHK MVDバラシハが本拠を置く。

## 姉妹都市
- 揚州市, 中華人民共和国